# Ernest Blythe
Pour les articles homonymes, voir Blythe.
Ernest William Blythe (en irlandais : Earnán de Blaghd), né le 13 avril 1889 et mort le 23 février 1975, est un journaliste, directeur de l’Abbey Theatre et homme politique irlandais.

## Biographie
Il est ministre des Finances de 1923 à 1932, ministre des Postes et Télégraphes et vice-président du Conseil exécutif de l'État libre d'Irlande de 1927 à 1932, ministre de l'Administration locale de 1922 à 1923.
Il est membre du Seanad Éireann (chambre haute du Parlement) de 1934 à 1936.
Il est aussi Teachta Dála de 1921 à 1933 pour la circonscription de Monaghan. De 1918 à 1922, il est membre du Parlement du Royaume-Uni,.